# Ramal do Aeroporto
O Ramal do Aeroporto é uma linha ferroviária em construção, que liga a estação de Baia à estação do Aeroporto, que dá acesso ao Aeroporto Internacional Dr. António Agostinho Neto.